# Bad Teinach
Bad Teinach – dzielnica Bad Teinach-Zavelstein w Niemczech, w kraju związkowym Badenia-Wirtembergia, w rejencji Karlsruhe, w regionie Nordschwarzwald, w powiecie Calw, w związku gmin Teinachtal.